# Ellis Genge

a Compétitions nationales et continentales officielles uniquement.

b Matchs officiels uniquement.
Dernière mise à jour le 4 août 2025.
Ellis Genge, né le 16 février 1995 à Bristol, est un joueur international anglais de rugby à XV, jouant au poste de pilier gauche avec les Bristol Bears en Premiership, depuis 2022.

## Biographie

### Carrière en club
Ellis Genge a été formé au poste de numéro 8 jusqu'en 2013, son entraîneur au Hartpury College dans le Gloucestershire, Alan Martinovic, le convainc de se repositionner en première ligne. 
Il commence sa carrière professionnelle le 26 septembre 2014 en championnat d'Angleterre de rugby à XV de 2e division avec Bristol. Durant cette saison, il est prêté quelques semaines à Plymouth avec qui il dispute deux matchs avant de retrouver Bristol. À la fin de cette saison 2014-2015, son club atteint la finale de Championship et s'incline de justesse face à Worcester.
La saison suivante, en janvier 2016, il est prêté au club de première division des Leicester Tigers. Pendant ce temps, Bristol est champion de deuxième division après avoir battu Doncaster en finale, et remonte en Premiership. À la fin de cette saison, son transfert devient permanent et Ellis Genge reste donc à Leicester. 
À la fin de la saison 2017-2018, il est nommé dans l'équipe type de Premiership. 
En 2020-2021, il est titulaire en première ligne accompagné par Tom Youngs et Dan Cole pour la finale du Challenge européen opposant les Tigers à Montpellier. Les Français l'emportent sur le score de 17-18,. À l'issue de cette saison, il fait partie de l'équipe type du Championnat d'Angleterre. 
Durant la saison 2021-2022, Leicester est éliminé en quarts de finale de la Coupe d'Europe par les Irlandais du Leinster. Cependant en championnat, le club se qualifie jusqu'en finale où il affronte les Saracens. Pour cette rencontre, Ellis Genge est titulaire en première ligne aux côtés de Julián Montoya et Dan Cole. Son équipe s'impose en toute fin de match grâce à un drop de Freddie Burns. 

### Carrière internationale
Après huit sélections avec l'Équipe d'Angleterre des moins de 20 ans, il est appelé pour la première fois en équipe d'Angleterre en mai 2016 et connait sa première cape le 29 mai 2016 lors d'une victoire contre le pays de Galles.
Non retenu pour la tournée de l'automne 2016, il est rappelé en janvier dans le groupe anglais pour préparer le Tournoi des Six Nations 2017.
En juillet 2019, il est sélectionné en équipe nationale pour préparer la Coupe du monde 2019. Il joue trois matchs amicaux durant l'été, avant d'être appelé dans le groupe définitif de 31 joueurs pour le mondial. Durant cette compétition, il joue les deux premiers matchs, face aux Tonga et aux États-Unis en tant que remplaçant de Joe Marler. Puis, avec le retour de blessure de Mako Vunipola, il ne joue plus d'autre match dans ce mondial qui voit son pays atteindre la finale, face à l'Afrique du Sud. Le XV de la Rose est cependant battu en finale par les Springboks sur le score de 32 à 12,.
Deux mois après la Coupe du monde, il fait son retour en sélection pour le Tournoi des Six Nations 2020. Il joue tous les matchs de l'Angleterre en entrant en jeu à la place de Marler à chaque fois, puis les siens remportent ce tournoi en devançant de justesse la France,.
Fin 2020, il joue la Coupe d'automne des nations avec l'Angleterre. Il joue quatre matchs dans la compétition, dont la finale remportée face à la France, durant laquelle il est titulaire.
Fin juin 2023, il est sélectionné avec le XV de la Rose par Steve Borthwick dans un groupe de 41 joueurs pour les matchs de préparation à la Coupe du monde 2023,. Quelques semaines plus tard, il est retenu dans le groupe final pour participer au Mondial,.
Il est ensuite sélectionné pour le Tournoi des Six Nations 2024.
Début mai 2025, il est convoqué pour la tournée des Lions britanniques et irlandais en Australie. Il honore sa première sélection avec cette équipe face à l'Argentine le 20 juin suivant. 

## Palmarès

### En club
- Bristol
  - Finaliste du Championnat d'Angleterre de 2e division en 2015
  - Vainqueur du Championnat d'Angleterre de 2e division en 2016

- Leicester Tigers
  - Vainqueur de la Coupe anglo-galloise en 2017
  - Finaliste du Challenge européen en 2021
  - Vainqueur du Championnat d'Angleterre en 2022

### En sélection nationale
- Angleterre -20
  - Vainqueur du Tournoi des Six Nations des moins de 20 ans en 2015
  - Finaliste du Championnat du monde junior de rugby à XV en 2015

- Angleterre
  - Finaliste de la Coupe du monde en 2019
  - Vainqueur du Tournoi des Six Nations en 2020
  - Vainqueur de la Triple Couronne en 2020
  - Vainqueur de la Coupe d'automne des nations en 2020
  - Troisième de la Coupe du monde en 2023

#### Tournoi des Six Nations
| Édition                      | Rang | Résultats Angleterre | Résultats Genge | Matchs Genge |
| ---------------------------- | ---- | -------------------- | --------------- | ------------ |
| Tournoi des Six Nations 2019 | 2    | 3 v, 1 n, 1 d        | 2 v, 1 n, 1 d   | 4/5          |
| Tournoi des Six Nations 2020 | 1    | 4 v, 0 n, 1 d        | 4 v, 0 n, 1 d   | 5/5          |
| Tournoi des Six Nations 2021 | 5    | 2 v, 0 n, 3 d        | 2 v, 0 n, 3 d   | 5/5          |
| Tournoi des Six Nations 2022 | 3    | 2 v, 0 n, 3 d        | 2 v, 0 n, 3 d   | 5/5          |
| Tournoi des Six Nations 2023 | 4    | 2 v, 0 n, 3 d        | 2 v, 0 n, 3 d   | 5/5          |

Légende : v = victoire ; n = match nul ; d = défaite ; la ligne est en gras quand il y a Grand Chelem.

#### Coupe du monde
| Édition    | Rang      | Résultats Angleterre | Résultats Genge | Matchs Genge |
| ---------- | --------- | -------------------- | --------------- | ------------ |
| Japon 2019 | Finaliste | 5 v, 0 n, 1 d        | 2 v, 0 n, 0 d   | 2/6          |

### Distinctions personnelles
- Membre de l'équipe type du Championnat d'Angleterre en 2018 et 2021.
- Prix World Rugby : Membre du XV masculin de l'année en 2022[37].
- Élu Community Player of the Season du Championnat d'Angleterre en 2025.